# Zao (James Bond)
Zao is een personage uit de James Bondfilm Die Another Day, gespeeld door Rick Yune.
Zao is de rechterhand van Kolonel Moon, een kolonel in het Noord-Koreaanse leger. Hij is voor het eerst te zien in Moons organisatie, wanneer een smokkelaar aanwezig is, die conflictdiamanten verkoopt in ruil voor wapens. Zao krijgt van Moons westerse bondgenoot Miranda Frost, die infiltreert bij MI6, te horen dat dit eigenlijk een Engels spion is van MI6, genaamd James Bond. Zao geeft dit direct door aan colonel Moon, waar Bond bij is. Moon brengt de wapens terug. Terwijl Zao de diamanten bekijkt in de koffer, laat Bond de C-4 ontploffen, die hij van tevoren in de koffer heeft gestopt. Zao overleeft de explosie, maar kan Bond niet meer tegenhouden, wanneer hij colonel Moon achterna gaat en hem uiteindelijk vermoord. Bond wordt hiervoor opgepakt door general Moon, de vader van colonel Moon. Bond gaat de gevangenis in waar hij ernstig gemarteld wordt. Zao hoort van colonel Moon dat hij het heeft overleefd, naar Cuba is gegaan naar de speciale kliniek van Dr. Alvarez voor DNA-therapie en zijn naam heeft laten veranderen in Gustav Graves.
Zao gaat later zelf een groot plan uitvoeren. Hij wil de top Zuid-Korea/China opblazen, maar wordt betrapt, waarna hij drie Chinese agenten vermoord en opgepakt wordt. Omdat de Verenigde Staten en het Verenigd Koninkrijk Bond vrij wil krijgen, ruilen ze Zao voor hem. Zao komt hierdoor op vrije voeten bij general Moon terecht. Bij MI6 zegt Bond tegen M dat hij hiervoor niet vrijgelaten hoefde te worden.
Zao besluit net als colonel Moon naar de speciale kliniek in Cuba te gaan, om als westerling door het leven te gaan. Hij krijgt van tevoren een paar conflictdiamanten van Gustav Graves mee (die met het witwassen van zulke diamanten stinkend rijk is geworden), om de DNA-therapie-behandeling te betalen. Tijdens de behandeling in de kliniek, wordt Zao door Bond gestoord, waarna er een gevecht ontstaat en Bond Zao's diamanten afpakt. Zao weet aan Bond en zijn hulpje Jinx te ontsnappen met een helikopter.
Later gaat Zao naar Gustav Graves, in IJsland, waar Graves doet alsof hij een mijn heeft. Hier gaat Zao door met de behandeling, maar wordt door Jinx gestoord, die hem wil vermoorden. Graves betrapt haar. Zao zet Jinx vervolgens vast in een stoel en geeft Mr. Kil de opdracht Jinx te vermoorden, die later door Bond wordt vermoord terwijl hij Jinx redt.
Wanneer Zao ontdekt dat er voor het ijspaleis van Graves een onzichtbare auto aanwezig is (De Aston Martin V12 Vanquish-trucjesauto van Q), gaat hij hem direct met zijn Jaguar XK achterna. Deze trucjesauto heeft een machinegeweer achterop, waarmee hij op de kogelvrije Aston Martin schiet, die hierdoor wel zichtbaar wordt. Met beide auto's worden raketten op elkaar geschoten. Uiteindelijk rijden ze het inmiddels verlaten ijspaleis binnen. Ze rijden met een spiraalvormige gang naar boven. Bij het einde van de gang, boven, vlak voor een kleine afgrond, remt Bond en draait hij zijn auto zo, dat hij verticaal voor Zao staat. Zao laat speren vooraan zijn auto uitsteken en gaat in topsnelheid op Bond af, wiens auto inmiddels weer onzichtbaar kan worden. Hij laat de banden vulkaniseren (zoals bij klimschoenen), maakt de auto onzichtbaar en gaat in zijn achteruit bij de steile muur omhoog. Zao raast voorbij en valt naar beneden, in het water. Als hij zijn auto uitgaat komt Bond even later langs met de Aston Martin en schiet een kroonluchter naar beneden, die vervolgens op Zao terechtkomt, waarna hij sterft.